# Моренес, Педро
Пе́дро Морене́с и А́льварес де Эула́те (исп. Pedro Morenés y Álvarez de Eulate; род. 17 сентября 1948, Лас-Аренас) — испанский политик, член Народной партии. Министр обороны Испании в 2011—2016 годах.
Моренес получил юридическое образование в Наваррском университете. С 1974 года занимался предпринимательской деятельностью в судостроении. В 1980-е годы работал в адвокатской конторе, а в начале 1990-х годов — в объединении верфей.
В 1996—2000 годах Моренес занимал должность государственного секретаря в министерстве обороны Испании, затем до выборов 2004 года — в министерстве внутренних дел. В 2004—2011 годах Моренес вернулся в судостроительную промышленность. Назначение Моренеса на должность министра обороны Испании 21 декабря 2011 года вызвало волну критики, поскольку незадолго до него Моренес работал в компании, продававшей кассетные бомбы ливийскому диктатору Каддафи, который применял их против гражданского населения. Когда в 2008 году Испания подписала Конвенцию о кассетных боеприпасах, Моренес потребовал выплатить оборонной промышленности компенсацию в 40 млн евро.